# Henning Schram
Henning Schram (født 11. maj 1914, død 25. august 1980) var en dansk parodist og entertainer. Han debuterede i 1935 med en oplæsning af "Bøddelen". Han medvirkede i flere revyer og høstede stor succes med egne One Man Shows. Han tilbragte sine sidste år bosat på Mallorca i Spanien.